# 近藤基彦
近藤 基彦（こんどう もとひこ、1954年2月15日 - 2018年11月17日）は、日本の政治家。自由民主党所属の衆議院議員（3期）。父は衆議院議員・農林水産大臣を務めた近藤元次。

## 概要
新潟明訓高等学校を経て、1976年に日本大学理工学部建築学科を卒業。父・近藤元次衆議院議員の秘書となる。
1996年の第41回衆議院議員総選挙に新潟2区から無所属で立候補し落選。2000年の第42回衆議院議員総選挙で初当選。当選時は無所属で、保守系無所属議員による会派「21世紀クラブ」に所属していたが、のちに自民党に入党。以後、連続3期当選。自民党農林部会長など農政通として活動。農林水産委員会（理事）、文部科学委員会、北朝鮮による拉致問題等に関する特別委員会（理事）を務める。2008年8月、福田康夫改造内閣で農林水産副大臣に就任。
2009年8月30日の第45回衆議院議員総選挙に自民党公認で立候補。公明党の推薦も受けたが落選。
2011年2月、政界からの引退を発表する。
2018年11月17日19時29分、敗血症のため新潟市の病院で死去。64歳没。叙正四位、旭日重光章追贈。

## 不祥事
2009年6月30日 、近藤が、役員給与として建設会社から総額およそ1880万円を受け取っていたことが発覚。「国務大臣、副大臣及び大臣政務官規範」違反と指摘され、返金を表明し謝罪。

## 所属していた団体・議員連盟
- 再チャレンジ支援議員連盟
- 日韓議員連盟
- 例外的に夫婦の別姓を実現させる会